# Master Harold... and the Boys
Master Harold... and the Boys è un film del 2010 diretto da Lonny Prince, distribuito da Focus Film e interpretato da Freddie Highmore. È tratto dall'omonimo spettacolo teatrale di Athol Fugard ed è il remake di un film-tv omonimo uscito negli Stati Uniti nel 1985, con protagonista il giovane Matthew Broderick.

## Trama
Hally (Freddie Highmore), è un ragazzo bianco che vive in Sudafrica. Insieme a lui vive il cameriere nero Sam (Ving Rhames), che l'ha visto crescere da quando era un bambino, sostituendosi spesso alla figura del padre, zoppo e alcolizzato. In pieno clima di Apartheid, il conflitto interiore di Hally tra l'affetto che prova verso Sam e il razzismo della sua famiglia esplode alla notizia che il padre sta per essere dimesso dall'ospedale.

## Produzione e distribuzione
Le riprese sono terminate in Sud Africa il 14 febbraio 2009, diciassettesimo compleanno di Freddie Highmore, utilizzando un budget di appena 3 milioni di dollari. È stato presentato per la prima volta al Cape Winelands Film Festival di Stellenbosch, in Sud Africa, il 17 marzo 2010. Dopo essere stato ulteriormente presentato limitatamente ad alcuni festival negli Stati Uniti, il film è infine uscito in DVD l'11 ottobre 2011.